# Hieracium expallescens
Hieracium expallescens es una especie de planta con flor del género Hieracium, de la familia Asteraceae, orden Asterales.

## Distribución
Hieracium expallescens se distribuye por Suecia.

## Taxonomía
Fue descrita científicamente por (Dahlst.) Dahlst. ex Johanss.
Tratamiento taxonómico
La especie aparece registrada y publicada en Ark. Bot.